# 화순 개천사 부도군
개천사 부도군은 대한민국 전라남도 화순군 춘양면 가동리, 개천사에 있는 승탑이다. 2005년 1월 15일 화순군의 향토문화유산 제24호로 지정되었다.